# Ратник Мандан
Ратник Мандан је 26. епизода стрип серијала Кен Паркер објављена у Лунов магнус стрипу бр. 520. Објавио ју је Дневник из Новог Сада у новембру 1982. године. Имала је 94 стране и коштала 23 динара. Епизоду су нацртали Карло Амбросини и Иво Милацо (који преузима цртеж тек на 71 страни), а сценарио је написао Маурицио Мантеро. Насловна страница је оригинална насловница коју је нацртао Иво Милацо.

## Оригинална епизода
Оригинална епизода објављена је у јануару 1980. године под насловом Pellerossa (Црвенокожац). Издавач је била италијанска кућа Cepim. Коштала је 500 лира.

## Кратак садржај
Радња се дешава почетком 1876. године. Пошто је успео да преживи сукоб са Дакотама (ЛМС-514), Кен се враћа у Форт Шо и тамо започиње опоравак. Већи део војника напустио је утврђење у намери да нападне логор Сијукса. У утврђењу је остало само 23 војника. Двеста индијанаца су, међутим, напустила логор раније и кренула на Форт Шо. 
Сазнавши за напад, неколико војника заједно са женама, децом и болеснима напуштају Форт Шо дан раније. Дакоте нападају утврђење и убијају све војнике, а потом крећу за караваном у ком се налази и Кен.
Индијанци сустижу и опкољавају караван. Током опсаде, ондиканци постепено почињу да убијају жене које бране караван. При крају снага, Кен излази из заклона и виче ”Доста! Приђите да завршимо ово лицем у лице!”, и сазнаје да напад предводи поглавица Мандан, кога је Кен упознао у 1. епизоди серијала (ЛМС-301).

## Значај епизоде
Епизода изражава фундаменталну ратну дилему у којој ратник треба да одлучи да ли да убије жене и децу противника. Мандан има тенденцију да поштеди Кена, али жели да побије цео караван, иако се он превалентно састоји од жена и деце. Кен га пита ”Некада се ниси борио против жена и деце. Само се којот окомљује на нејаке.” Мандан му одговара да су деца будући притивници његове деце и народа. Ако их поштеди, за Дакоте ускоро више неће бити места.
Дилема је наглашена претходним растанком Кена и Мандана (описаним у ЛМС-301), када је Мандан одбио да узме Кенову пушку, тврдећи да ће његов син морати да нађе други начин да се одбрани. Кен је тада тврдио да други начин за сада не постоји, али сада су се улоге промениле, јер Мандан не само да мисли да је оружје једини начин, већ мисли да је оправдано убијати жене и децу да би се заштитио у будућности.
Ово је још један контраст између индијанаца и белаца које одликује овај серијал. Мандан одлучује да поштеди жене и децу, чиме сценариста сугерише да су се индијацни понашали другачије од белаца. (У једном тренутку Мандан пита Кена да ли би се и бели војници понели исто да су наишли на жене и децу из индијанског племена.) 
Кен одлуку да се поштеде жене и деца представља Мандану као морални чин, на шта Мандан узвраћа сличним предлогом Кену да напусти војску (”Не може се ходати усправно раме уз раме са плавим мундирима.”) Овакав крај сугерише да су моралне одлуке могуће само на основу личних односа и у појединачним ситуацијама — Кен је убедио Мандана да у овој ситуацији не убије жене и децу, док је Мандан убедио Кена да напусти војску — те да су промене на глбалном плану немогуће.